# Kigva
Kigva (ou Cigva), dans la mythologie celtique galloise, est l’épouse de Pryderi, le prince de Dyved ; elle est la fille de Gwyn Gloyw. Elle apparaît principalement dans les deuxième et troisième branches du Mabinogi : Le Mabinogi de Branwen et Manawydan Mac Llyr.

## Mythologie
À la fin du conte Pwyll, prince de Dyved (première branche du Mabinogi), elle est uniquement citée, comme devenant l’épouse de Pryderi.
Après la mort de Pwyll prince de Dyved, son fils Pryderi suggère à Manawyddan Fab Llyr d’épouser sa mère Rhiannon, ce qui est accepté. Au cours d’une promenade, un brouillard magique s’abat sur la région et la dévaste. Il ne reste pour seuls habitants que les quatre membres de la famille princière. Après avoir consommé les vivres, ils sont obligés de partir pour l’Angleterre, où ils vont exercer différents métiers, pour survivre. 
Manawydan et Kigva capturent une souris qui se trouve être l'épouse de Llwyd ap Cil, un magicien ennemi juré de Rhiannon. Ils contraignent le magicien à lever les malédictions qui pourrissent leur territoire. 

## Compléments

### Sources
- Les Quatre Branches du Mabinogi, traduit du moyen gallois, présenté et annoté par Pierre-Yves Lambert, Gallimard, coll. « L'aube des peuples », Paris, 1993,  (ISBN 2-07-073201-0).